# 山添まり
山添まり（やまぞえ まり、12月7日 - ）は、日本のDJ、訳詞家。東京都出身。

## 来歴
新潟に居住していた小学5年生の時にラジオで深夜放送を聴き始め、ニッポン放送のかまやつひろしの番組を聴いていたという。中学時代は洋楽が好きになり、湯川れい子がDJを務たラジオ関東（現：ラジオ日本）の『全米TOP40』がお気に入りであったという。
中学高校は放送部に所属していた。大学時代にラジオ関東の『サウンドプロセッサー』のレポーターに合格し、3人のレポーターのうちの1人となった。しかし、普通のOLになるために一度ラジオからは離れ、外資系メーカー人事部に勤務していた。結婚をきっかけに大阪に来た時にFM802が開局しており、1989年にFM802第一回DJオーディションを受けて合格した。それ以降は2018年3月までFM802でDJを担当してきたが、同年4月からFM COCOLOに異動の上DJとして活躍している。

## 出演

### ラジオ番組

#### 現在
- Sunday Music Passage（FM COCOLO、2023年4月 - ）

#### 過去
FM802
- AFTERNOON MAGIC（1989年6月 - 1997年3月）
- Welcome to Osaka（1989年6月 - 1992年9月）
- SUNDAY SUNSET STUDIO（1997年4月 - 2006年9月）
- MUSIC MANIA 802 ～POP LIFE～（1998年4月 - 2000年12月）
- Keep On Rollin' !（2001年1月 - 2002年3月）
- PRIME HITZ 802（2002年4月 - 2008年10月2日）
- SUPERFINE SUNDAY（2006年10月 - 2012年3月）
- FRIDAY WEEKEND BASH（2008年10月 - 2012年3月）
- BRIGHT MORNING（2012年4月6日 - 2018年3月30日）

FM COCOLO
- PRIME STYLE（2018年4月 - 2025年3月）

### 対訳
- SUEDE/『DOG MAN STAR』（2013年/インペリアル・レコード国内再発盤）
- SUEDE/『COMING UP』（2013年/インペリアル・レコード国内再発盤）